# خوسيه لوبيز (دراج)
خوسيه لوبيز (بالإسبانية: José López)‏ هو دراج أرجنتيني، (و. 1910  م).

## وصلات خارجية
- خوسيه لوبيز على موقع أرشيف الدراجات (الإنجليزية)
- خوسيه لوبيز على موقع إحصائيات الدراجات الإحترافية (الإنجليزية)
- خوسيه لوبيز على موقع أوليمبيديا (الإنجليزية)